# بخش باگلکوت
بخش باگلکوت (به انگلیسی: Bagalkot district) یک بخش در هند است که در کارناتاکا واقع شده‌است. بخش باگلکوت ۶٬۵۹۳ کیلومتر مربع مساحت و ۱٬۸۹۱٬۰۰۹ نفر جمعیت دارد.